# Adolf von Blankenstein
Adolf von Blankenstein, zeitgenössisch auch Adolph von Blanckenstein (* 11. März 1655 in Linderode bei Sorau; † 9. Januar 1694 in Reinsdorf bei Heldrungen), war ein fürstlich-sachsen-weißenfelsischer Beamter. Er war bis zu seinem Tod Amtshauptmann des Amtes Sachsenburg.

## Leben und Wirken
1691 kaufte Blankenstein vom anhaltischen Kammerjunker und Stallmeister Wilhelm Ernst von Eberstein dessen in Reinsdorf im Amt Heldrungen gelegenes Rittergut für 4050 Gulden. Zu diesem Zeitpunkt war er bereits Amtshauptmann im benachbarten Amt Sachsenburg. Damit erweiterte er seinen Gutsbesitz, denn er besaß bereits das bei Sorau gelegene Gut Linderode.
Blankenstein heiratete am 6. Juni 1682 Margaretha Honore von Savary (* 5. Juni 1652; † 6. Oktober 1697), einem Hoffräulein aus Weißenfels. Aus der Ehe gingen die beiden Söhne Adolf Wilhelm und Johann Christian (* 18. September 1686; † 25. März 1752) hervor, die noch unmündig waren, als der Vater 1694 starb. Der ältere übernahm das Gut Linderode, Johann Christian hingegen Reinsdorf.
Sein Enkel, der kaiserliche General Ernst von Blankenstein war der Sohn von Johann Christian.